# Leo Fuld
Lazarus 'Leo' Fuld (Jiddisch: לעאָ פֿולד) (Rotterdam-Crooswijk, 29 oktober 1912 – Amsterdam, 10 juni 1997) was een Nederlandse zanger, gespecialiseerd in het Jiddische lied. Hij blonk uit in liedjes vol heimwee en melancholie en zong ze met een heldere stem die bijna alleen maar rechtdoor zong en zich nauwelijks bezondigde aan vibrato, maar waarin altijd een zweem van zijn Rotterdams accent van voor de oorlog is blijven doorklinken. Hij verkocht naar schatting wereldwijd minstens 30 miljoen grammofoonplaten.

## Biografie

### In synagoge en café
Leo Fuld was de derde van tien kinderen en groeide op in een arm Joods gezin. Zijn vader Louis Fuld was handelaar in tweedehands goederen en stond ook op de markt. Fuld kon goed leren en kreeg een studiebeurs en wilde daarmee rabbijn worden. De rector van het Israëlitisch Seminarie hoorde hem zingen en stuurde hem als voorzanger of 'chazan' naar de sjoels in de provincie. Fuld kreeg de smaak te pakken en wilde niet langer rabbijn, maar zanger worden en hij voltooide zijn studie niet. Hij nam een baan als zingende kelner in café De Kool aan de Rotterdamse Kruiskade. In 1931 kreeg hij de kans om te gaan zingen in het TipTop theater in Amsterdam.

### Via Hilversum naar Engeland en Amerika
Het podiumsucces deed hem besluiten om te solliciteren bij de VARA-radio. Hij deed auditie met een Jiddisch lied en werd aangenomen. Louis Davids bracht hem bij de luisteraars voor het voetlicht en hij trad daarna minstens één keer per week voor de radio-microfoon op. Hij bleef daarnaast optreden in theaters en clubs.
In 1932 vertrok hij naar Engeland om auditie te doen bij de BBC. Hij kreeg een contract voor een aantal optredens voor de Britse omroep en Fulds performance werd opgemerkt door Jack Hylton, leider van een van de populairste showorkesten. Die bood de 19-jarige Fuld een driejarig contract aan en nam hem mee op tournee langs de theaters in Groot-Brittannië en op het vasteland van Europa, maar op het repertoire van dit dansorkest stonden maar weinig Jiddische liedjes.
Zijn eerste grammofoonplaat dateert uit 1933 en werd opgenomen in Berlijn. Die bestond voor de helft uit Jiddische liedjes. In 1934 volgde "My Yiddishe Mama" en Leo Fuld werd daarmee beroemd.
In 1936 tekende hij een contract bij de extravagante nachtclub The French Casino in New York. Later trad hij in dezelfde stad ook op in het Paramount theater en hij vierde grote successen op Broadway. Daar nam Fuld ook meer Hebreeuwse en Jiddische liedjes op in zijn repertoire.

### Oorlog en familie-tragedie
In 1938 verliep zijn visum voor de Verenigde Staten en moest hij terugkeren naar Europa. Hij vroeg opnieuw een visum aan en vertrok vlak voor het uitbreken van de Tweede Wereldoorlog. Fuld: "Ik zat in bad en hoorde het nieuws op de radio. 'Holland invaded, Rotterdam bombed'." Hij bood direct zijn diensten aan de Nederlandse regering in ballingschap aan en hij werkte vervolgens mee aan radio-uitzendingen van Vrije Nederlandsche Omroep via de korte golf naar Nederland en Nederlands-Indië.
Geleidelijk sijpelde informatie binnen over het lot van zijn Joodse familie in Nederland. Zijn broer was verdwenen bij het helpen van de gewonden bij het bombardement op Rotterdam, zijn moeder was kort daarop vermoedelijk van verdriet gestorven. De rest van zijn familie was door de nazi's vermoord. Slechts een zus bleef in leven omdat ze met een Haïtiaan getrouwd was. Het benam bij Fuld alle lust om nog voor een publiek op te treden en hij stopte een paar jaar met zingen.

### Een nieuw begin
In 1948 pakte hij de draad weer op en keerde hij terug naar Europa en het vaderland. Hij trof in Amsterdam nauwelijks nog Joden aan, maar hij trad er enkele maanden lang vier keer per dag op voor volle zalen in het Amsterdamse Theater Tuschinski; in Parijs deelde hij het podium wekenlang met Édith Piaf; in Engeland werd zijn tournee een groot succes. Hij zong inmiddels in allerlei talen, waaronder zelfs Grieks, Russisch, Arabisch en Portugees en hij zong de coupletten in zijn liedjes vaak in een sandwich van verschillende talen.
Zijn roem reikte zo ver, dat hij in allerlei wereldsteden optrad en op TV te gast was in de shows van beroemde zangers als Frank Sinatra en Perry Como en Charles Aznavour schreef zelfs een lied voor hem, "l'Emigrant". Hij won er in Frankrijk een concours mee.
Maar bovenal groeide Leo Fuld uit tot dé vertolker van het Jiddische repertoire en hij werd wereldberoemd met nummers als "My Yiddishe Mama", "Ich hob Dich zu viel lieb", "Doina" en nog meer met "Where can I go", een vertaling van "Wo ahin soll ich geh'n", op een melodie van Oscar Strock, dat hij opnam ter ere van de afkondiging van de staat Israël.

### Succes in de Arabische wereld
Desondanks werd Fuld ook een graag geziene gast in de Arabische wereld. Hij trad op in Libanon, Algerije, Marokko, Tunesië en Egypte, waar zijn optreden zelfs werd bijgewoond door de Egyptische president Nasser en de in de Arabische wereld zeer vermaarde zangeres Oum Kalsoum (Kaltoum / Kulthum). Op zijn instigatie traden later beroemde, maar in Europa nog onbekende Arabische zangers op in Parijs, onder wie in 1966 ook Oum Kalsoum in het theater Olympia. Het was haar eerste optreden buiten de Arabische wereld en ze vergaarde er ook grote roem mee in Europa:
Fuld in gesprek met de eigenaar van Olympia: "Cocatrix vroeg zich nog bezorgd af of Oum Kalsoum wel een programma van anderhalf uur zou kunnen vullen, maar mijn mededeling dat sommige van haar liederen langer dan een uur duurden, overtuigde hem." De Groene Amsterdammer, 28-8-1996.
In Ethiopië zong hij zelfs in een tent bij het paleis van keizer Haile Selassie, op de bruiloft van diens dochter. De aanwezige stamhoofden raakten pas onder de indruk toen hij zijn Joodse repertoire inzette. Fuld liet weten dat hij na het optreden een klomp goud van de keizer in ontvangst mocht nemen.

### Las Vegas
Fuld richtte in New York een eigen nachtclub op, 'The Sabrah', maar dat werd mede vanwege ruzie met de buren geen succes. Hij verhuisde naar Las Vegas en verscheen daar tot hij 75 was op de podia.

### Terug naar Nederland
In 1992 keert Leo Fuld terug naar Nederland en vestigt zich in Amsterdam. Cabaretier Herman van Veen haalt hem over om voor de televisie met een groot orkest “Wo ahin Soll ich Geh’n”. Maar verder werd het stil rondom hem en sleet hij eenzaam zijn dagen. Netty van Hoorn maakte over zijn leven de documentaire The International Singing Star Leo Fuld[dode link]   De documentaire ging in 1993 in première op het IDFA documentaire festival. De film was een groot succes en Leo Fuld was zeer content met de documentaire en alle aandacht die hij door de documentaire kreeg. De film werd genomineerd voor een Gouden Kalf op het Nederlands Film Festival.
Leo Fuld beleefde een come back en werd - inmiddels 81 jaar oud - ook weer gevraagd voor optredens. Zo nodigde Rijk de Gooyer hem uit om op zijn verjaardag te komen zingen in een Parade tent in Amsterdam. Na uitzending van de documentaire bij de NOS in 1994, kreeg Leo Fuld veel reacties. Bep van Laar, een fan uit het oosten des lands was zo verguld dat ze haar oude idool weer op tv zag dat zij de trein nam naar Amsterdam. Zij verliet haar man en trok in bij Fuld. In 1996 trouwde Leo met Bep.

### Laatste werk
In 1996 produceerde de Nederlandse filmmaker en muzikant Mohamed El-Fers twee nieuwe cd's met Leo Fuld en er verscheen in de Groene Amsterdammer van zijn hand bovendien een opmerkelijk interview met de zanger.
Op de cd 'The Legend' staan Fulds bekendste nummers, maar ze zijn door El-Fers en arrangeur Kees Post voorzien van Arabisch aandoende arrangementen. De cd werd live opgenomen en Fuld werd daarbij begeleid door een Algerijnse raï-muziekband en hij zong een publiek toe dat bestond uit enthousiaste jonge Marokkanen. De cd werd alom met instemming ontvangen en door hemzelf en vele anderen beschouwd als misschien wel zijn beste werk, vanwege de bijzondere mengeling van Europees Jiddisch en de Noord-Afrikaanse klankstijl.
Zo indrukwekkend duister is de aanloop van het lied "Fraitag oif der Nacht", dat het evenzeer een horror-filmsoundtrack lijkt van Fritz Lang als een lied dat de Sabbat viert, terwijl de zwoel dreigende hobo in "My Yiddische Mama" net zo zeer Salomé in herinnering brengt en het hoofd van Johannes de Doper, als de vertederende, kleine, grijsharige kippensoepmaakster uit de titel. Fuld stierf kort na het maken van deze opnamen, die hijzelf blijkbaar beschouwde als de kroon op zijn werk. Philip Sweeney in Songlines - juni 2006
Net zo bijzonder was zijn single cd "God zegen Nederland", zijn ode aan koningin Beatrix en het Huis van Oranje, gezongen op de melodie van "God Bless America" van Irving Berlin. Hij bood haar de cd eigenhandig aan op 30 april 1997, bij haar bezoek aan het eiland Marken op Koninginnedag. Vijf weken later was hij dood. Het lied is een eigenaardige combinatie van het bijna vooroorlogs patriottisme van een onversneden oranjeklant, een Hollands hoempa-ritme en een sensueel Arabisch intro, tussenspel en slotakkoord.
Leo Fuld overleed op 84-jarige leeftijd in zijn woonplaats Amsterdam, op de stoep van zijn huisarts. Hij ligt begraven op de begraafplaats Vredehof in Amsterdam.

### Vier huwelijken
Fuld trouwde in 1935 met Marjorie Gotlib en vertrok met haar naar Engeland, maar Marjorie verliet hem en ze scheidden in 1937. In hetzelfde jaar trouwde hij met Adriana Vasen, roepnaam Sjaan. Hij scheidde van haar in 1970 en trouwde in datzelfde jaar met Ilona Rosa Mendels en had met haar een dochter. In 1996 trouwde hij met Alberta Jacoba van Laar, roepnaam Bep.

## Beknopte discografie
- 1933 : A Brievele der Mamme (Parlophone)
- 1933 : Mein Shtetl (Victrola)
- 1933 : Roumanische Kretsche  (Victrola)
- 1934 : A Klesmer Yingel (Oi Mamme! Bin Ich Farliebt)  (Victrola)
- 1934 : My Yiddishe Mama  (Victrola)
- 1935 : Oif'n Pripetshik  (Victrola)
- 1935 : Fraitag Oif der Nacht  (Victrola)
- 1935 : Shein Wie Die Lewone  (Victrola)
- 1936 : Yiddish ges'l (Odeon)
- 1936 : Dos Pintele Yid  (Victrola)
- 1936 : Mo-me-le  (Victrola)
- 1937 : Az der Rebbe Tantst  (Victrola)
- 1937 : Zigany Melody/Miserlu (acc. Grisha Farfel his trumpet and Orchestra) (Melodisc 5019)
- 1937 : Der Siderel (Yiddele Briederel)  (Victrola)
- 1937 : Gesselach  (Victrola)
- 1938 : A Letter to My Mother / You're the Sweetest in the Land (HMV)
- 1939 : My Yiddishe Mama (Ariola)
- 1939 : Resele  (Victrola)
- 1939 : Meine mutter bleib in Ungarn  (Victrola)
- 1947 : Wo Ahin Soll Ich Geh'n (Where can I Go)/Hebrew Chant with Orchestra Bruce Campbell and Wardour Singers (Decca)
- 1947 : Pigalle/Homeland (with Orchestra Lew Stone) (Decca F 9187/Decca DR.13631)
- 1948 : Wus Geween Ist Geween/I Love You Much Too Much (with Tuschinsky Orchestra) (Elite Spezial 9080)
- 1948 : Live at Tuschinsky (Telefunken)
- 1948 : A brivele der mamme/Der alter zigoiner (with Orchestra Lew Stone) (Saturne 1055)
- 1948 : Moshiah (with Orchestra Guy Luypaerts (Saturne)
- 1951 : Oif'n Weg Steht A Boim (Saturne)
- 1952 : Misirlou (Vogue)
- 1952 : Glik (Tikva)
- 1952 : Der Alter Tsigayner (Tikva)
- 1952 : Bessarabien (with Orchestra Abe Ellstein) (Hed-Arzi)
- 1952 : A Sudenyu (Tikva)
- 1952 : Ikh Zing (Tikva)
- 1954 : In Concert (Ohel Shem Concert Hall, Tel Aviv) (Vogue LP85)
- 1954 : Der emigrant (Telefunken UX 4673)
- 1954 : You Got To Have A Little Mazl  (Tikva)
- 1954 : Leo Fuld Sings Roumanische,Kretchme and other Yiddish Songs (Hataklit HI 25005)
- 1956 : Leo Fuld zingt (Telefunken)
- 1958 : Leo Fuld (with Martin Roman and his Orchestra) (Simcha Records JLP 2)
- 1959 : Poylish Yidl  (Hataklit)
- 1960 : Zigany Melody (Tikva)
- 1965 : Rumaynisher Kretshme  (Hataklit)
- 1967 : A Yiddische Momme/Recorded in 1967 (Artone MDS S - 3022)
- 1967 : Doina/Spiel Zigeuner (Artone)
- 1970 : A Yiddische Momme (Vogue HJV 119)
- 1972 : My Yiddische Mama (CBS)
- 1975 : Dat kleine beetje geluk op aarde (Europaclub)
- 1991 : Shalom Israel (Columbia Records)
- 1997 : God Zegen Nederland EP (c'est sa dernière chanson)(Hippo Records 97001)
- 1997 : The Legend (c'est sa dernière album enregistrée) (Hippo Records 97002)
- 1999 : Leo Fuld (Sony BMG)
- 2002 : Shalom Israel (Sony BMG)
- 2002 : Slavia : le chant de l'Est (2cd avec Leo Fuld) (Virgin)
- 2003 : Leo Fuld Greatest Hits (Sony BMG)
- 2005 : My Yiddishe mama (Artone)
- 2006 : Vi ahin sol ich gayn (Hatikvah)
- 2008 : The Legend - 10 ans Édition anniversaire (Hippo Records 97002)